# Falagueira
Falagueira foi uma freguesia portuguesa do município da Amadora, com 1,48 km² de área e 14 531 habitantes (2011). Densidade: 9 818,2 hab/km².
Até 12 de julho de 1997, a freguesia era designada por Falagueira-Venda Nova; nessa altura, a Venda Nova tornou-se uma freguesia independente, tomando a Falagueira o seu actual nome.
Foi extinta em 2013, no âmbito de uma reforma administrativa nacional, tendo sido agregada à freguesia de Venda Nova, para recriar a freguesia denominada Falagueira-Venda Nova.
Tem por orago Nossa Senhora da Lapa.

## População
| População da freguesia de Falagueira | População da freguesia de Falagueira | População da freguesia de Falagueira | População da freguesia de Falagueira | População da freguesia de Falagueira | População da freguesia de Falagueira | População da freguesia de Falagueira | População da freguesia de Falagueira | População da freguesia de Falagueira | População da freguesia de Falagueira | População da freguesia de Falagueira | População da freguesia de Falagueira | População da freguesia de Falagueira | População da freguesia de Falagueira | População da freguesia de Falagueira |
| ------------------------------------ | ------------------------------------ | ------------------------------------ | ------------------------------------ | ------------------------------------ | ------------------------------------ | ------------------------------------ | ------------------------------------ | ------------------------------------ | ------------------------------------ | ------------------------------------ | ------------------------------------ | ------------------------------------ | ------------------------------------ | ------------------------------------ |
| 1864                                 | 1878                                 | 1890                                 | 1900                                 | 1911                                 | 1920                                 | 1930                                 | 1940                                 | 1950                                 | 1960                                 | 1970                                 | 1981                                 | 1991                                 | 2001                                 | 2011                                 |
|                                      |                                      |                                      |                                      |                                      |                                      |                                      |                                      |                                      |                                      |                                      | 32 759                               | 38 000                               | 14 436                               | 14 531                               |

Criada pela Lei 45/79  , de 11 de Setembro

## História
A Falagueira é um dos núcleos populacionais mais antigos da Amadora, como é atestado por algumas ilhas de arquitetura tradicional da região saloia, como é o caso da que resta da antiga aldeia da Falagueira.
A história da Falagueira ficou ligada à rede de comunicações anterior à construção do caminho-de-ferro, com o aparecimento, na Porcalhota, de serviços de apoio à circulação, no local do entroncamento das actuais rua Elias Garcia (antiga estrada de Sintra ou Estrada Real) e estrada da Falagueira. Surgem, assim, por exemplo, o Chafariz da Porcalhota e o antigo Pedro dos Coelhos, casa de pasto referida por Eça de Queirós no livro Os Maias.
O caminho-de-ferro Larmanjat Lisboa-Sintra fazia paragem neste local.
Em 2008, Falagueira passou também a estar na internet graças à realização de um website por parte dos alunos da escola local Mãe's d'Água. Os alunos João Espírito Santo, Bruno Pereira e Liliane Ramos liderados por Manuel Afilhado Rodrigues foram os primeiros a dar a esta localidade um local na internet.

## Património
- Aqueduto Geral das Águas Livres – (Monumento Nacional)
- Quinta do Assentista – (Imóvel de Interesse Público em via de classificação)
- Villa romana da Quinta da Bolacha – (Imóvel de Interesse Público em vias de classificação)
- Casal da Falagueira de Cima (Casa da Ordem de Malta) e Azenha – (Imóvel de Interesse Municipal)
- Capela de Nossa Senhora da Conceição da Lapa ou Capela da Falagueira
- Chafariz da Porcalhota